# Epoligosita biclavata
Epoligosita biclavata är en stekelart som först beskrevs av Alexandre Arsène Girault och Alan Parkhurst Dodd 1915.  Epoligosita biclavata ingår i släktet Epoligosita och familjen hårstrimsteklar. Inga underarter finns listade i Catalogue of Life.